# 3000 мили до Грейсланд
„3000 мили до Грейсланд“ (на английски: 3000 Miles to Graceland) е американска Криминална черна комедия от 2001 г. на режисьора Демиън Лихтенщайн, във филма участват Кърт Ръсел, Кевин Костнър, Кортни Кокс, Крисчън Слейтър, Кевин Полак, Дейвид Аркет, Хауи Лонг и Бокийм Удбайн.